# QuickBASIC
QuickBASIC – język programowania wysokiego poziomu. Obecnie nieużywany do profesjonalnych rozwiązań, służy zazwyczaj do nauki podstaw programowania. QuickBASIC 4.5 to produkt firmy Microsoft, nie jest już rozwijany. Istnieje jego zubożona wersja, QBasic 1.1, zawierająca tylko interpreter poleceń (brak kompilatora) oraz niektóre opcje.

## Przykładowy program
```
cls

screen
 
12

locate
 
12
,
30

color
 
10

print
 
"Hello, world!"

sleep
 
5

end

```